# Aledo (Texas)
Aledo (/əˈlidoʊ/ ə-LEE-doh) è un comune (city) degli Stati Uniti d'America della contea di Parker nello Stato del Texas. La popolazione era di 2 716 abitanti al censimento del 2010.

## Geografia fisica
Secondo lo United States Census Bureau, la città ha una superficie totale di 6,7 km², dei quali 6,7 km² di territorio e 0 km² di acque interne (0% del totale).

## Società

### Evoluzione demografica
Secondo il censimento del 2010, la popolazione era di 2 716 abitanti.

### Etnie e minoranze straniere
Secondo il censimento del 2010, la composizione etnica della città era formata dal 95,36% di bianchi, lo 0,11% di afroamericani, lo 0,63% di nativi americani, l'1,03% di asiatici, lo 0,07% di oceanici, l'1,44% di altre razze, e l'1,36% di due o più etnie. Ispanici o latinos di qualunque razza erano l'8,51% della popolazione.